# Microdus brasiliensis
Microdus brasiliensis là một loài rêu trong họ Dicranaceae. Loài này được Duby Thér. mô tả khoa học đầu tiên năm 1907.